# Афонін Борис Олексійович
Борис Олексійович Афонін (нар. 20 липня 1949) — український радянський партійний діяч, секретар парткому виробничого об'єднання «Південний машинобудівний завод» міста Дніпропетровська. Член ЦК КПУ в 1986—1990 роках.

## Біографія
Освіта вища. 
Член КПРС.
У 1982 — після 1987 року — секретар парткому виробничого об'єднання «Південний машинобудівний завод» міста Дніпропетровська Дніпропетровської області.
Потім — на пенсії у місті Дніпропетровську (Дніпрі).
Помічник-консультант (на громадських засадах) народного депутата України 8-го скликання Максима Курячого.

## Нагороди
- ордени
- медалі